# Protoplectron venustum
Protoplectron venustum is een insect uit de familie van de mierenleeuwen (Myrmeleontidae), die tot de orde netvleugeligen (Neuroptera) behoort. 
Protoplectron venustum is voor het eerst wetenschappelijk beschreven door Gerstäcker in 1885.